# Mad Chance

Logo de Mad Chance

Mad Chance est une société de production de cinéma américaine créée par Andrew Lazar.

## Films produits[1]
- 1997 : Le Maître du jeu (The Maker) de Tim Hunter
- 1999 : Dix Bonnes Raisons de te larguer (Ten Things I Hate About You) de Gil Junger
- 1999 : Intrusion (The Astronaut's Wife) de Rand Ravich
- 2000 : Panic de Henry Bromell
- 2000 : Space Cowboys de Clint Eastwood
- 2000 : Le Bon Numéro (Lucky Numbers) de Nora Ephron
- 2001 : Comme chiens et chats (Cats & Dogs) de Lawrence Guterman
- 2002 : Crève, Smoochy, crève ! (Death to Smoochy) de Danny DeVito
- 2002 : Confessions d'un homme dangereux (Confessions of a Dangerous Mind) de George Clooney
- 2004 : Les Petits Braqueurs (Catch That Kid) de Bart Freundlich
- 2008 : Max la menace (Get Smart) de Peter Segal
- 2009 : I Love You Phillip Morris de Glenn Ficarra et John Requa
- 2009 : Weekend Warrior de Dean Parisot
- 2010 : Jonah Hex de Mark Neveldine et Brian Taylor
- 2010 : Comme chiens et chats : La Revanche de Kitty Galore (Cats and Dogs: The Revenge of Kitty Galore) de Brad Peyton[2]
- 2014 : Mauvaises Fréquentations (Behaving Badly de Tim Garrick[2]
- 2015 : Charlie Mortdecai de David Koepp[2]
- 2015 : American Sniper de Clint Eastwood[2]